# Johann Georg Haffner

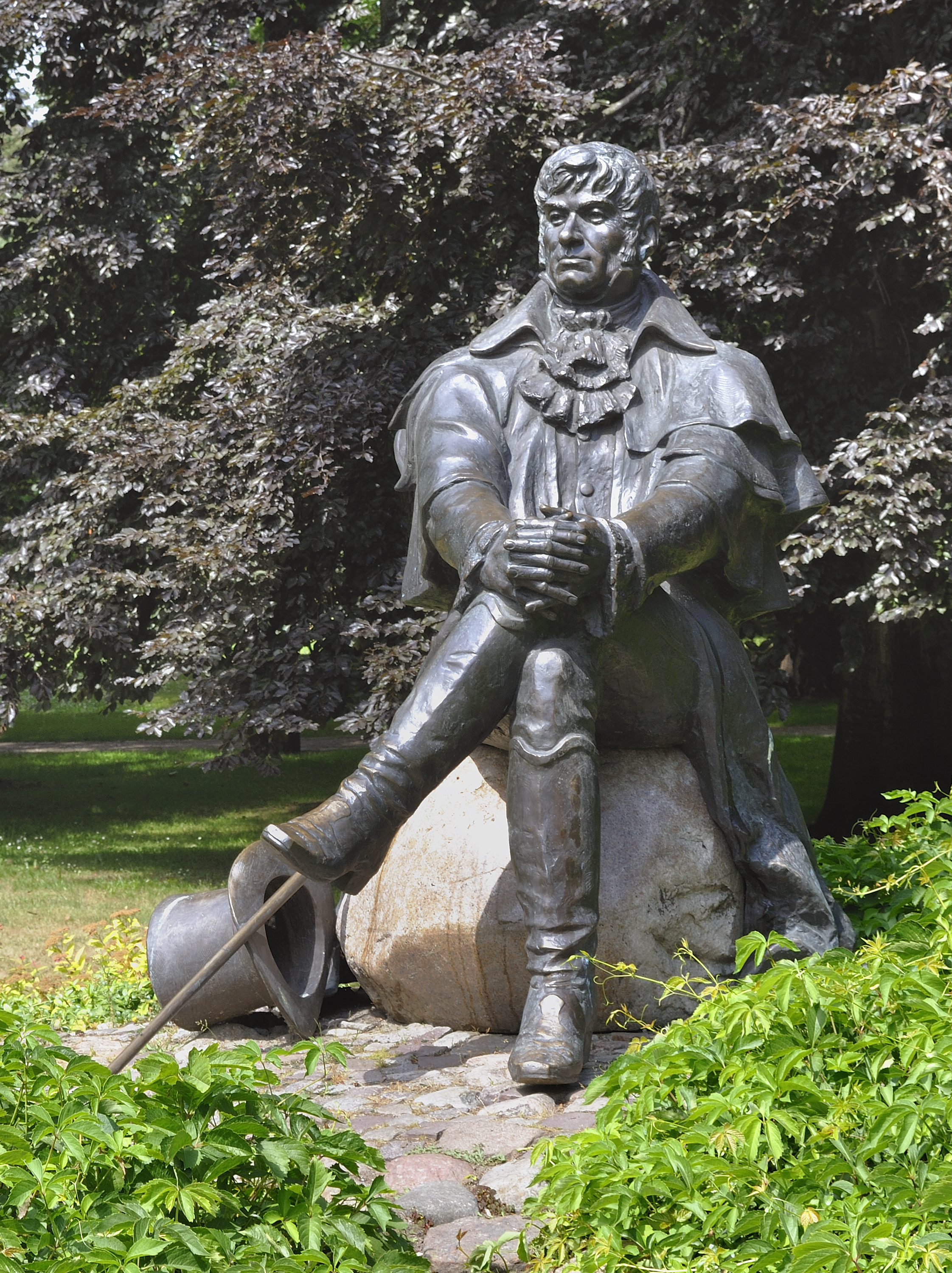
Statue von Johann Georg Haffner in Zoppot

Johann Georg Haffner, auch Jean Georges Haffner  (* 21. September 1775 in Colmar; † 20. April 1830 in Danzig) war ein aus dem Elsass stammender Arzt und gilt als einer der Pioniere des Seebads Zoppot bei Danzig.
Johann Georg Haffner kam 1808 mit der Grande Armée Napoleon Bonapartes in die damalige Freie Stadt Danzig und war in der dortigen französischen Garnison als Chirurg im Range eines Majors stationiert. In Danzig heiratete er 1808 Regina Karoline Bruns, Witwe des Johann Christoph Böttcher. Ab 1811 war er in  Danzig auch als frei praktizierender Allgemeinmediziner tätig. Er betrieb nebenher eine Badeanstalt. Nebenberuflich führte er außerdem Impfungen gegen Kuhpocken durch. Als die französische Armee 1814 die Region verließ, blieb Haffner in Danzig.
Auf seinen Antrag hin erhielt Haffner 1823 von der preußischen Regierung die Genehmigung und das ausschließliche Recht, in Zoppot eine Badeanstalt mit Kurbetrieb aufbauen und betreiben zu dürfen. Das für die Realisierung dieses Projekts erforderliche Gelände am Strand wurde ihm in Erbpacht überlassen. Er errichtete dann auf dem Gelände auf eigene Kosten ein Kurhotel und eine Anzahl Badebuden. Mit dieser Pioniertat legte er den Grundstein für die spätere Entwicklung Zoppots zu einem mondänen Seebad und Kurort mit internationalem Flair.